# 21세기
21세기(21世紀, 영어: 21st century)는 2001년 1월 1일부터 2100년 12월 31일까지를 말하며, 제3천년기의 첫 번째 세기이기도 하다.

## 개요
21세기 초기는 산업사회의 끝자락으로 세계경제와 제3세계 소비주의, 정부에 대한 불신, 테러에 대한 국제사회의 우려 등이 부상하는 시기로 대표된다. 2010년대 초 아랍의 봄으로 대표되는 민주화 운동의 물결로 아랍 세계에는 희비가 엇갈리는 결과를 빚었기도 하였다. 또한 지난 세기말에 비롯된 '디지털 혁명'은 여전히 진행되고 있다. 이 시기 언저리에 태어난 세대인 밀레니얼 세대와 Z세대가 자라면서 세기초의 주역으로 거듭나고 있다. 반면 종교의 경우 2010년 기준으로 무종교 인구가 11억 명에 도달하면서 쇠퇴하는 모습을 보이고 있다.
현대사적인 관점에서 21세기의 근본적인 시작점을 1991년으로 분석하기도 한다. 이 해는 단기 20세기의 끝으로, 소련이 붕괴하고 미국이 초강대국에 등극하는 한편, 중국이 성장기에 돌입하고, 브릭스 국가들이 국제정치와 경제스펙트럼에서 균형 확대를 목표로 하던 해였기 때문이다.
디지털 통신기술이 전세계로 확대되면서 휴대전화와 인터넷의 과다사용을 비롯한 우려도 확산되었다. 2013년 기준으로 휴대전화를 사용하는 인구 비중은 전세계 인구의 80%에 달하며, 2010년에는 개인용 컴퓨터를 소지한 사람이 33%, 2016년에는 인터넷을 사용하는 사람이 46%로 추산됐다.

## 특징
21세기는 20세기 후반에 태동되었던 디지털 기술의 발전과 대중화로, 인류가 일상생활에서 상시 디지털과 인터넷에 연결되어 있는 모바일 세상이라고 여겨진다. 이와 같은 모바일 체계가 구축된 건 2010년대부터로, 애플의 아이폰을 기점으로 촉발된 스마트폰의 대중화가 시발점이었다. 1990년대 중후반부터 디지털 기술이 발달하여 점차 대중화되어 갔지만, 2000년대까지만 해도 디지털 시장은 각 분야별로 세분화되어 있었으며 당시의 휴대전화였던 피쳐폰은 기술적 한계로 기존의 디지털 시장 전체를 흡수하는데 실패했다. 이로 인해 2000년대까지는 스마트폰 이전의 디지털 시장과 아날로그 매체가 대중들에게 사용되었으나, 2010년대에 들어 애플의 아이폰과 삼성전자의 갤럭시 시리즈를 필두로 한 스마트폰이 대중화되며 모바일 시스템 체계가 구축, 디지털 매체의 완전한 시장 장악이 이루어졌다. 이 과정에서 기존의 디지털 시장과 아날로그 매체는 인류의 삶에서 더 이상 사용하지 않게 되었으며 인류가 스마트폰을 통해 상시 디지털 매체, 인터넷과 연결되어 있는 모바일 시대가 개막했다. 2010년대부터 시작된 모바일 서비스의 발달은 2020년대에 들어 메타버스, 가상현실, 인공지능 등 인간의 역할까지 디지털 기술이 대체되는 고도의 컴퓨터과학의 발전으로 이어졌으며, 이러한 컴퓨터과학의 연구는 현재진행형이다.
교육과 일상생활 역시 발전된 모바일 문화에 맞춰 변화하였다. 특히 2020년 들어 전 세계를 강타한 코로나바이러스감염증-19 팬데믹 현상으로, 교육계에서는 비대면 수업과 교육문화의 도입이 이루어졌으며 팬데믹이 장기화됨에 따라 하나의 교육문화로 자리잡고 있다. 일상생활 역시 이전까지는 구상 단계로만 여겨졌던 재택근무와 비대면 교육, 비대면 근무 등이 코로나-19 팬데믹에 맞춰 모두 일괄 도입되었으며 이는 대면 없이도 행정적인 업무 처리가 가능할 만큼 디지털, 모바일 문화가 발전했음을 보여주었다. 한편 이러한 비대면 교육의 여파로, 성장중인 청소년들이 겪을 인간관계 형성의 어려움과 소통문제 등이 부작용으로 언급되며 교육계는 이에 따른 방안을 연구중에 있다.
21세기 시대상의 직접적인 영향을 받는 대표적인 세대는 Z세대와 알파 세대가 있다. 이들 세대 중에서도 Z세대의 중반 이후 세대인 2000년대 중반 무렵 ~ 후반에 태어난 세대는 아날로그 매체를 포함한 스마트폰 이전 시대상의 영향을 전혀 받지 않은 세대로 분류되고 있으며, 알파 세대는 2010년대생부터 2020년대 중반생까지를 포함한다. 이 중 알파 세대의 경우 전원 21세기 도중에 출생한 세대이다.

## 시대상
21세기의 첫 시대였던 2000년대는 1990년대 후반부터 대중화되기 시작한 디지털 매체와 아날로그 매체의 혼용기로, 스마트폰과 모바일 문화가 대중화된 2010년대 이후와는 매우 다른 시대상을 띄고 있다. 2000년대 초반에는 아날로그 매체와 디지털 매체의 점유율이 비등했고, 2000년대 중반부터는 디지털 매체가 아날로그 매체를 앞섰으나 여전히 아날로그 매체의 대중성도 높았었다. 아날로그 매체는 2000년대 후반까지 대중들에게 사용되었으나, 2010년대 이후 스마트폰의 대중화와 함께 인류의 삶에서 퇴장한다. 한편 디지털 매체는 빠른 발전 속도를 기록, 점점 기존의 아날로그 매체에 맞서 시장 점유율을 넓혀나갔으며 스마트폰의 대중화 이전까지 아날로그 매체와 함께 대중적으로 사용되었다. 2000년대를 대표하는 디지털 매체로는 DVD, PMP, MP3 플레이어, 전자사전, DMB, 초고속인터넷, 2G/3G, 피쳐폰, 집전화, UMPC, 디지털 카메라, USB 등이 있으며 2000년대까지 사용되었던 아날로그 매체는 필름카메라, 비디오테이프, 카세트테이프, 아날로그 캠코더, 영상 테이프, 필름영화 등이 있다. 2000년대는 1990년대 중~후반과 마찬가지로 인류가 인터넷과 상시 연결되어 있지 않았던 시대이며, 피쳐폰은 기술적 한계로 이러한 역할을 하지 못해 완전한 디지털화는 이루지 못했다.
2010년대에는 스마트폰이 대중화되었다. 스마트폰은 1992년 IBM에서 처음 개발한 이래 2002년 블랙베리 등 여러 모델이 발매되었으나, 실질적으로 세상을 완전 디지털화시키고 모바일 문화의 진입점을 제시한 현대적 스마트폰의 기준은 2007년 미국에서 처음으로 공개된 애플의 아이폰이다. 2010년대부터 아이폰과 삼성전자의 갤럭시가 전 세계적으로 열풍을 일으키며 스마트폰이 대중화되었으며 이로 인해 인류의 완전한 디지털화와 모바일 문화의 정착이 이루어졌다. 스마트폰은 모바일 운영체계에 탑재되어 기존의 전자시장을 전부 스마트폰 안에 포함시킨 일종의 소형 컴퓨터 기술이었으며 이로 인해 인류는 작은 휴대용 기기 하나로 모두 디지털 매체를 이용할 수 있는 시대를 맞게 된 것이었다. 이에 따라 스마트폰 대중화 이전의 디지털 시장은 몰락을 맞이하였으며 아날로그 매체 역시 시장에서 완전히 도태되었다.
2020년대는 2010년대에 대중화된 모바일 문화가 다시 한번 고도의 발전을 맞고 있는 시기로 평가되고 있다. 기존 모바일 문화에서 한층 더 나아가 고도의 컴퓨터과학 기술이 발달, 메타버스와 인공지능 등이 인류의 삶에 생활화되기 시작한 것이다. 알파 세대의 시대상을 보면 알 수 있듯이, 이러한 모바일 문화에 익숙한 세대는 여가를 포함 일상생활 전체를 모바일 문화와 함께하고 있으며 인공지능, 메타버스 등 기성 세대에게 미래 공상으로 여겨지던 일들도 이들에게는 일상이자 놀이이다.

## 주요 사건
- 2001년
  - 9월 11일 - 미국 9.11 테러 발생
  - 10월 7일 - 아프가니스탄 전쟁 발발
- 2002년
  - 2002년 한일 월드컵 개최
  - 2002년 솔트레이크시티 동계 올림픽 개최
  - 6월 29일- 제2 연평해전 발발, 북한이 NLL을 침범하여 무력 충돌 시도, 대한민국은 6명의 전사자와 18명의 부상자가 나옴
- 2003년
  - 2월 1일 - 우주왕복선 컬럼비아호 폭발
  - 2월 11일 - 중증급성호흡기중후군 유행
  - 2월 18일 - 대구 지하철 화재 참사 발생
  - 3월 19일 - 이라크 전쟁 발발
- 2004년
  - 2004년 아테네 올림픽 개최
- 2005년
  - 4월 2일 - 교황 요한 바오로 2세 선종
- 2006년
  - 2006년 토리노 동계 올림픽 개최
  - 2006년 독일 월드컵 개최
  - 2006년 도하 아시안게임 개최
  - 8월 24일 - 명왕성 행성 자격 박탈(이유: 행성이 너무 왜소하고 다른 행성들과 달리 공전 길이가 다르기 때문.)→ 왜소성으로 전락.
  - 10월 22일 최규하 전 대통령 서거
  - 12월 30일 - 사담 후세인 처형
- 2007년
  - 10월 4일 - 2007년 10.4 남북정상선언
  - 12월 7일 - 태안 기름 유출 사고 발생
- 2008년
  - 2월 10일 - 숭례문 방화 사건 발생
  - 8월 8일 - 베이징 올림픽 개최
  - 9월 15일 - 글로벌 금융위기
- 2009년
  - 1월 20일 - 사상 첫 흑인 대통령인 오바마 행정부 출범
  - 2월 16일 - 김수환 추기경 선종
  - 5월 23일 - 노무현 전 대통령 서거
  - 8월 18일 - 김대중 전 대통령 서거
  - 신종 플루 유행
- 2010년
  - 3월 26일 - 천안함이 백령도 남쪽바다에서 북한의 어뢰정 공격으로 침몰하였다.
  - 11월 23일 - 북한의 포격으로 연평도 포격전 발생
- 2011년
  - 3월 11일 - 일본 도호쿠 대지진(동일본대지진) 발생에 이어 후쿠시마 원전사고도 설상가상으로 연이어 발생.
  - 5월 2일 - 알카에다 오사마 빈라덴 사살
- 2012년
  - 2012년 런던 올림픽 개최
  - 10월 12일 - 유럽 연합이 노벨 평화상 수상자로 선정
  - 12월 21일 - 태양계 행성 정렬(이 현상은 13000년에 한 번 일어난다. 기원전 약 11,000년에 일어난 후 2012년에 일어났다.)
- 2013년
  - 2월 11일 - 교황 베네딕토 16세가 28일을 기해 사임한다고 발표했다.
  - 3월 19일 - 아르헨티나 출신의 호르헤 마리오 베르고글리오 추기경이 후임 교황으로 선출되어 프란치스코로 명명하였다.
  - 12월 5일 - 남아프리카공화국 넬슨 만델라 전 대통령 타계
- 2014년
  - 4월 16일 - 세월호 침몰 사고 발생으로 당시 안산 단원고등학교 2학년 절반 이상 가까이 사망.
  - 7월 14일 - 명왕성 탐사선 뉴 허라이즌스가 명왕성에 도착
  - 7월 18일 - 말레이시아항공 17편이 우크라이나 도네츠크 상공에서 격추당했다.
- 2015년
  - 4월 25일 - 네팔에서 진도 7.8의 대지진이 발생하였다.
  - 11월 22일 - 김영삼 전 대통령 서거
- 2016년
  - 2016년 리우 올림픽 개최
- 2017년
  - 3월 10일 - 박근혜 전 대통령 탄핵 인용 판결
  - 5월 10일 - 대한민국 제19대 대통령 선거에서 문재인 취임
- 2018년
  - 2월 9일 - 대한민국 강원도 평창군에서 제23회 동계 올림픽 개최
  - 4월 27일 - 남북정상회담이 판문점 평화의 집에서 열렸다.
- 2019년
  - 4월 30일 - 일본 천황 아키히토(明仁)의 생전 퇴위
  - 12월 1일 - 코로나바이러스감염증-19 중국 발생
- 2020년
  - 3월 11일 - WHO 코로나바이러스감염증-19 범유행 발표
  - 11월 2일 - 화이자 코로나바이러스감염증-19 백신 만듦
  - 11월 3일 - 조 바이든이 미국 대통령으로 선출됨
- 2021년
  - 1월 6일 - 2021년 미국 국회의사당 습격이 발생했다.
  - 10월 26일 - 노태우 전 대통령 서거
  - 11월 23일 - 전두환 전 대통령 서거
- 2022년
  - 2월 우크라이나전쟁 발발
  - 5월 10일 - 대한민국 제20대 대통령 선거에서 윤석열 취임
  - 7월 8일 - 전 일본 총리 아베 신조 피살 사건
  - 9월 8일 - 영국 엘리자베스 2세 여왕 서거
  - 10월 29일 - 이태원 압사 참사 발생
  - 12월 31일 - 교황 베네딕토 16세 선종
- 2023년
  - 9월 중 - 항저우 아시안게임 개최
- 2024년
  - 2024년 파리 올림픽 개최
  - 1월 1일 - 일본 노토지방 지진 발생
  - 12월 3일 - 대한민국 비상계엄령 선포
  - 12월 29일 - 제주항공 여객기 참사 발생
- 2025년
  - 4월 4일 - 윤석열 전 대통령 탄핵 인용 판결
  - 4월 21일 - 교황 프란치스코 선종

## 예정
- 2025년 태양 활동 극대기
- 2027년 국제열핵융합실험로 D-T 핵융합 가동 시작
- 2030년 FIFA 월드컵 100주년, 우루과이 독립 200주년
- 2045년 광복 100주년
- 2048년 대한민국 정부수립 100주년
- 2050년 한국전쟁 100주년
- 2061년 핼리 혜성 접근
- 2065년까지 체르노빌 원자력 발전소 해체
- 2074년 서울 지하철 개통 100주년

## 연대와 연도
| 1990년대 | 1990 | 1991 | 1992 | 1993 | 1994 | 1995 | 1996 | 1997 | 1998 | 1999 |
| 2000년대 | 2000 | 2001 | 2002 | 2003 | 2004 | 2005 | 2006 | 2007 | 2008 | 2009 |
| 2010년대 | 2010 | 2011 | 2012 | 2013 | 2014 | 2015 | 2016 | 2017 | 2018 | 2019 |
| 2020년대 | 2020 | 2021 | 2022 | 2023 | 2024 | 2025 | 2026 | 2027 | 2028 | 2029 |
| 2030년대 | 2030 | 2031 | 2032 | 2033 | 2034 | 2035 | 2036 | 2037 | 2038 | 2039 |
| 2040년대 | 2040 | 2041 | 2042 | 2043 | 2044 | 2045 | 2046 | 2047 | 2048 | 2049 |
| 2050년대 | 2050 | 2051 | 2052 | 2053 | 2054 | 2055 | 2056 | 2057 | 2058 | 2059 |
| 2060년대 | 2060 | 2061 | 2062 | 2063 | 2064 | 2065 | 2066 | 2067 | 2068 | 2069 |
| 2070년대 | 2070 | 2071 | 2072 | 2073 | 2074 | 2075 | 2076 | 2077 | 2078 | 2079 |
| 2080년대 | 2080 | 2081 | 2082 | 2083 | 2084 | 2085 | 2086 | 2087 | 2088 | 2089 |
| 2090년대 | 2090 | 2091 | 2092 | 2093 | 2094 | 2095 | 2096 | 2097 | 2098 | 2099 |
| 2100년대 | 2100 | 2101 | 2102 | 2103 | 2104 | 2105 | 2106 | 2107 | 2108 | 2109 |

## 같이 보기
- 아시아의 세기